# Wjatscheslaw Iwanowitsch Filatow
Wjatscheslaw Iwanowitsch Filatow (russisch Вячеслав Иванович Филатов; * 17. März 1918 im Dorf Blagoweschtschenskoje bei Murom; † 25. Mai 1973 in Murom) war ein sowjetischer Artillerie-Offizier und Eisenbahningenieur.

## Leben
Filatow stammte aus einer Bauernfamilie. Er besuchte die Siebenklassenschule (Abschluss 1933) und das Industrie-Technikum in Pawlowo (Abschluss 1939). Darauf arbeitete er in einem Werk in der Oblast Tscheljabinsk.
Noch im selben Jahr wurde Filatow zur Roten Armee eingezogen und zu einer Artillerie-Einheit in Fernost geschickt. Aufgrund seiner Leistungen bei der Gefechtsausbildung wurde er an die Artillerie-Schule Chabarowsk geschickt, an der er die Ausbildung 1941 abschloss.
Im Deutsch-Sowjetischen Krieg nahm Filatow 1942 als Zugführer an den Abwehrkämpfen am Don teil.  Am 14. August 1942 erhielt er den Befehl, die Verbindung zu einem über den Don vorgestoßenen Schützenregiment herzustellen. Unter Lebensgefahr durchschwamm er den Don und legte ein 1 km langes Kabel durch den Wald. Er nahm an der Schlacht von Stalingrad teil und gehörte dann zur Stalingrader Front, Donfront, Steppenfront und zur 1., 2. und 3. Ukrainischen Front. Am 27. September 1943 verteidigte sich die beim Dorf Balyko-Schtschutschynka eingeschlossene Batterie unter dem Kommando Filatows erfolgreich und wehrte Gegenangriffe ab, wobei nur Filatow und drei Soldaten überlebten. Beim weiteren Vormarsch über Schytomyr, Winnyzja, Proskuriwj, Ternopil, Lwiw wurde er verwundet. Nach der Genesung nahm er an den Kämpfen in Ungarn und an der Schlacht um Berlin teil.
Als Filatow 1946 zur Reserve kam, kehrte er nach Murom zurück und arbeitete als Meister im Dzierżyński.-Dampflokomotivenbau-Werk, wo er bald Vizechefkonstrukteur wurde. 1955 wurde das Werk auf die Produktion von Diesellokomotiven umgestellt. Mit Filatows unmittelbaren Beteiligung wurde 1956 die erste sowjetische Diesellokomotive mit hydraulischer Kraftübertragung TGM1 entwickelt. Ebenso war er an den Elektrolokomotiven EK10, EK12 und EK13 und an den Diesellokomotiven TGM20 und TGM23 beteiligt (1962). Zu Beginn der 1970er Jahre wurde er Chefkonstrukteur.
Filatow war verheiratet und hatte eine Tochter und einen Sohn. Filatows Namen tragen die Straße am Diesellokomotiven-Werk Murom und die Mittelschule Nr. 20. An der Helden-Allee im Muromer Oka-Park steht eine Filatow-Stele.

## Ehrungen, Preise
- Tapferkeitsmedaille (1942)[1]
- Medaille „Für die Verteidigung Stalingrads“[1]
- Held der Sowjetunion mit Leninorden und Medaille „Goldener Stern“ (1943)[1][3]
- Medaille „Sieg über Deutschland“[1]
- Orden des Roten Sterns[1]